# 음란물건반포죄
음란물건반포죄(淫亂物件頒布罪)는 음란한 문서·도화·필름 기타의 물건을 반포·판매 또는 임대하거나 공연히 전시 또는 상영하는 죄.
1년 이하의 징역 또는 500만원 이하의 벌금에 처한다(243조). '음란한 물건'이란 성욕을 자극하거나 흥분 또는 만족케 하는 물품으로서 일반인의 정상적인 성적 수치심을 해치고 선량한 성적 도의관념에 반하는 것을 가리킨다. 따라서 진지한 학문적 작품은 제외된다. '필름'은 도화에 속하고 조각품·음반 등은 기타 물건에 속한다. '반포'는 불특정 또는 다수인에 대한 무상의 교부이며, '공연전시(公然展示)'는 불특정 또는 다수인이 인지(認知)할 수 있는 장소에 두는 것이다.